# 朱巴和平協議
朱巴和平協議（英語：Juba Peace Agreement）是2020年10月3日蘇丹過渡政府與境內多股民兵在南蘇丹朱巴簽署的和平協議，規範停火、權力分享、財政分配、受害者賠償、土地所有權、流離失所者與難民等事宜。埃及、卡達、非洲聯盟、聯合國、歐盟與阿拉伯聯盟特使為見證方，南蘇丹總統萨尔瓦·基尔·马亚尔迪特、查德總統伊德里斯·代比與阿拉伯聯合大公國為保證方。
10月9日，聯合國安全理事會發表聲明恭喜蘇丹政府成功簽署協定，特別感謝南蘇丹政府等參與方，並宣布設立聯合國在蘇丹綜合過渡援助代表團（UNITAMS）與非洲聯盟—聯合國達佛代表團（African Union-United Nations Mission in Darfur；UNAMID）。